# POPA Channel
POPA Channel是一個由幾位香港家長於2015年所創立的網上平台。POPA取名來自Positive Parenting這二字的首兩個字母。平台以推廣家長學問知識為使命，透過其Facebook專頁，網站popa.hk，以及家長問答平台POPA學問，分享各種各樣家長們關心的內容。POPA發報的內容，經常提及和引述學術理論，而其制作的教育短片相對較受家長歡迎，曾多次被主流媒體、慈善機構和學校群體引用。
香港教育大學的一項問卷調查中顯示，在育兒資訊上，POPA Channel為最受香港家長歡迎的網上平台。 

## 家長訪問
POPA定期刊登家長訪問，受訪者大都為普通真實家長，他們以親身為人父母的心路歷程，用真實故事分享當中辛酸樂事，向其他家長互勉。其中最受關注是在2017年訪問曾俊華，該訪問受多家媒體報導。

## 外部連結
- POPA 學問熱門內容
- POPA Channel 官方網站（页面存档备份，存于）
- POPA Channel Facebook 專頁（页面存档备份，存于）
- POPA Channel Instagram 帳戶
- POPA Channel Youtube 頻道（页面存档备份，存于）